# Melanie Gutteridge
Melanie Gutteridge (* August 1972 in Waltham Forest, Essex im Vereinigten Königreich) ist eine britische Schauspielerin.

## Leben und Leistungen
Gutteridge wurde an der Webber-Douglas Drama School unterrichtet. Sie debütierte in einer Folge der Fernsehserie Robin Hood aus dem Jahr 1998. Im Musikdrama G:MT – Greenwich Mean Time (1999) spielte sie eine der größeren Rollen genauso wie – an der Seite von Patrick Bergin – im Abenteuerfilm Amazons and Gladiators (2001) und in der Komödie Large (2001). Im Horrorfilm Long Time Dead (2002) trat sie in einer größeren Rolle neben Lara Belmont und Lukas Haas auf. Seit dem Jahr 2004 ist sie in der britischen Krimi-Fernsehserie The Bill zu sehen.

## Filmografie (Auswahl)
- 1999: G:MT – Greenwich Mean Time (G:MT Greenwich Mean Time)
- 1999, 2012: Casualty (Fernsehserie, 2 Folgen)
- 2000: Arabian Nights – Abenteuer aus 1001 Nacht (Arabian Nights)
- 2001: Amazons and Gladiators
- 2001: Large
- 2002: Long Time Dead
- 2004: Big Girl Little Girl (Kurzfilm)
- 2004–2008: The Bill (Fernsehserie, 97 Folgen)
- 2006–2021: Doctors (Fernsehserie, 7 Folgen)
- 2010: Coronation Street (Fernsehserie, 6 Folgen)
- 2017: EastEnders (Fernsehserie, 1 Folge)
- 2018: Shakespeare & Hathaway – Private Investigators (Fernsehserie, 1 Folge)